# Cosmocomoidea ashmeadi
Cosmocomoidea ashmeadi  (лат.) — вид хальциноидных наездников из семейства Mymaridae. Северная Америка.

## Распространение
Мексика (Нуэво-Леон и Тамаулипас) и США (Джорджия, Калифорния, Луизиана, Миссисипи, Северная Каролина, Техас, Флорида, Южная Каролина). Для борьбы с вредителями (цикадками H. coagulata) были интродуцированы на Гавайи (остров Оаху), Таити, Французскую Полинезию, острова Общества, остров Пасхи (Чили, куда попали случайно из Французской Полинезии).

## Описание
Мелкие хальциноидные наездники.
Длина тела: 1,28—1,76 мм (самки). Голова и грудка в основном тёмно-коричневые, ноги и брюшко, главным образом, жёлтые с коричневыми полосками на тергитах; у некоторых самцов брюшко может быть почти полностью коричневым. Усики 12-члениковые у самок и 13-члениковые у самцов. Крылья с полностью редуцированным жилкованием.
Паразитируют на яйцах цикадок Cuerna costalis (Fabricius), Oncometopia clarior (Walker), Oncometopia orbona (Fabricius), Homalodisca liturata Ball и Homalodisca coagulata (Say) (Cicadellidae), из которых были выведены в лабораторных условиях (Irvin and Hoddle 2004; 2005; Velema et al.
2005).